# 레날트 스코글룬드
칼 레날트 "나카" 스코글룬드(스웨덴어: Karl Lennart "Nacka" Skoglund, 1929년 12월 24일 ~ 1975년 7월 8일)는 스웨덴의 전 축구 선수이다.

## 선수 경력
그의 별명 "나카"는 그의 형이 나카 FF에서 뛰었기 때문에 붙어진 별명이다. 스코글룬드는 50년대 스웨덴 축구 국가대표팀의 월드컵 역사에 있어서 스타였다. 그가 처음 출전한 1950년 FIFA 월드컵에선 인사이드 레프트 포지션으로 출전했고, 8년 뒤에 조국에서 열린 1958년 FIFA 월드컵에선 왼쪽 윙으로 활약했다. 그는 1943년 IF 흐라흐난에서 그의 축구 경력을 시작하였고 이듬해 그가 가장 좋아하는 클럽인 하마르뷔 IF으로 옮겼다. 그는 1944년부터 1949년까지 5년간 활약한 후 스코글룬드는 클럽의 재정상의 문제로 논란의 여지가 있는 AIK 폿볼로 이적하게 된다. 곧 그는 브라질에서 열린 월드컵에 출전하게 되고 강력한 인상을 남기게 된다. 그는 대표팀 동료인 카를 에릭 팔메르와의 뛰어난 호흡으로 스웨덴을 3위로 올려놓게 된다. 또한 이 활약으로 그의 금발머리와 뛰는 모습에서 스코글룬드는 "흔들리는 옥수수대"(The swaying corn-cob)란 별명을 얻게 된다.
월드컵에서의 활약으로 브라질의 상파울루 FC에서 $10,000에 계약 제의가 들어왔으나 스웨덴 대표팀에서의 활약을 지켜본 AIK는 너무 적은 금액이라고 생각했다. 한 달도 되지 않아 스코글룬드는 이 값의 5배의 가격으로 이탈리아의 FC 인테르나치오날레 밀라노로 이적하였다. 인테르에서 그는 엄청난 성공을 거두었으며 1953년과 1954년 세리에 A 리그 우승을 하게 된다. 스코글룬드는 인테르에서 246경기 57골을 기록했다.
그의 뛰어난 볼 컨트롤과 왼발 기술, 볼 배급은 스코글룬드가 팬들에게 사랑받는 선수가 되게 하였다. 다음 번 월드컵에서 스웨덴은 그를 부르지 않았고, 결국 1954년에는 스웨덴 팀을 볼 수 없었다. 이런 연유로 그는 적은 수의 A매치에만 출전했다. 그러나 스웨덴이 월드컵을 개최하게 되자 입장을 바꿔 스코글룬드를 다시 뽑았고 스웨덴은 브라질에 이어 준우승을 하게 되었다. 전 대회 우승팀인 서독과의 4강전에서 그의 A매치 유일한 골을 넣었고 스웨덴은 서독을 3-1로 이겼다.
그는 팬들을 기쁘게 하기 위해 살았고 그의 이적을 능숙하게 다룰 줄 아는 진정한 엔터테이너였다. 그의 수비수 다리 사이로 공을 차서 다시 빼내는 기술과 발뒤꿈치를 이용한 볼 컨트롤, 현란한 몸을 도는 동작은 상대 수비수들이 틀린 방향으로 이동하게끔 하였다.
UC 삼프도리아와 US 팔레르모에서도 뛰면서 이탈리아에서 13년간 활약한 후 1964년 스웨덴으로 돌아와 고향인 스톡홀름의 서데어말름의 하마르뷔 IF에서 3년간 다시 뛰게 된다.

## 개인적 삶
스코글룬드는 두 명의 아들 에버트와 게오르그가 있다. 장남 에버트는 인테르나치오날레에서 16경기를 뛰었고 차남 게오르그는 인테르의 도시 라이벌인 AC 밀란에서 뛰었다. 둘 다 나중엔 하마르뷔에서 뛰었다.
여름 휴가 동안 스코글룬드는 스웨덴의 놀이 동산을 돌아다니면서 노래하고 동전을 떨어뜨리고 그의 셔츠 주머니 안으로 차면서 그의 유명한 "두 번의 왕좌"라는 활동을 했다.

## 사후

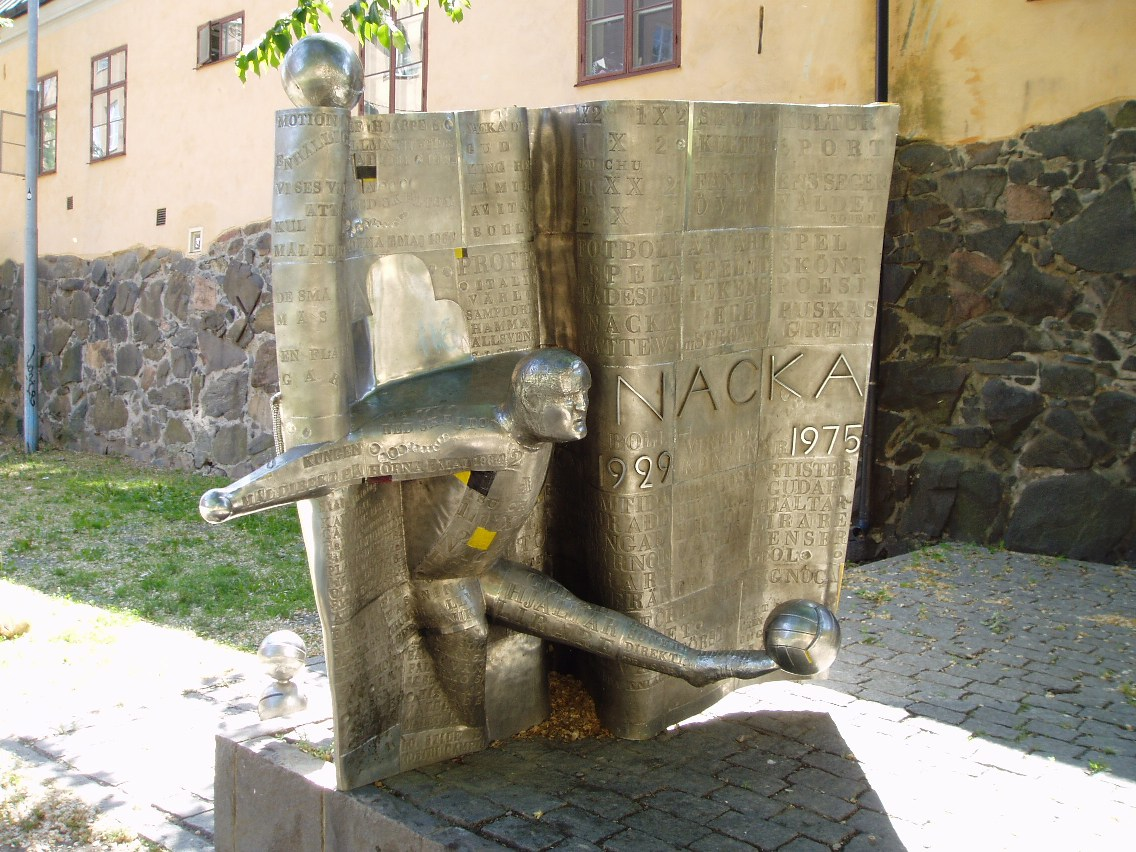
나카스 흐르나 동상

그는 외로이 살다가 1975년에 사망했다. 그러나 1984년 카타리나 반가타에 있는 그가 어린 시절 지낸 집 밖에 그를 기리기 위한 동상이 세워졌다. 매년 12월 24일마다 수백명의 사람들이 동상에 모여 스코글룬드에 대한 기억을 찬양한다. 이날은 스웨덴에서 크리스마스를 보내는 날이기도 해 1984년 이후 여기로 오는 사람에게 있어선 매우 감상적인 것이다. 주로 하마르뷔의 서포터들이 그곳에 오나 스코글룬드의 플레이를 본 다른 클럽의 팬들도 찾아오곤 한다. 이 동상이 있는 광장의 공식 이름은 "나카스 흐라나"(Nackas Hörna, 나카의 코너)라고 붙어졌으며 이는 이탈리아에서 돌아온 후 하마르뷔에서 코너킥을 곧장 골로 연결시킨 것을 형상화했다.